# Dinetus (djur)
Dinetus är ett släkte av steklar som beskrevs av Georg Wolfgang Franz Panzer 1806. Dinetus ingår i familjen Crabronidae.
Släktet innehåller bara arten Dinetus pictus.